# 龍鳳寶釵緣
《龍鳳寶釵緣》，梁羽生於1964年至1966年其間發表的武俠小說，為《大唐遊俠傳》故事後續。本書續篇為《慧劍心魔》。

## 出版
1964年到1966年，在香港《大公報．小說林》連載。最後定本共52回。

## 重要人物
- 段克邪：段珪璋之子，空空兒的師弟。
- 史若梅：薛紅線，史逸如之女，段克邪的未婚妻。
- 方辟符：妙慧神尼之侄，磨鏡老人的關門弟子。
- 聶隱娘：聶鋒之女，妙慧神尼之徒。

## 故事簡介
段克邪——大唐遊俠段珪璋之子，與大唐進士史逸如之女史若梅自小訂親，兩家以龍鳳寶釵為證。段珪璋與史逸如身死於安史之亂，遺孤分由南霽雲遺孀夏凌霜及安祿山部將，後投降唐室的潞州節度使薛嵩收養。史若梅並改名為薛紅線，其母親亦追隨女兒進入薛府，身份則變為乳娘。史若梅長大後對自己的身世並不知情。
段克邪由養母口中得悉這位自小訂親的未婚妻，入薛府窺探，看史若梅有否因變成權貴小姐而變質。薛嵩擬用聯姻方法連結魏博節度使田承嗣，將女兒嫁給田大公子以擴大勢力。史若梅雖抗拒這段買賣婚姻，但她也暗中到田府去看看情況。段克邪則夥同金雞嶺好漢，劫走了田家下聘薛家的聘禮。在田府中各衝突中，段克邪與史若梅產生誤會，段克邪拂袖而去。史若梅知道自己身世後，為報養父薛嵩之恩及嚇退田承嗣吞佔薛嵩領地野心，乃有「紅線盜匣」之舉。「紅線盜匣」為家傳戶曉、膾炙人口的故事，初見於唐人傳奇。梁羽生將內容踵事增華，加入想象，寫成這篇小說。
史若梅的閨中好友聶隱娘與扶桑島少主牟世傑互相傾慕。牟世傑為唐初虯髯客的後人，虯髯客當年自覺不如李世民，故退出逐鹿天下。（事見唐人傳奇《虯髯客傳》）唐室經安史之亂後，國勢大不如前，牟家乃欲捲土重來。牟世傑不惜收買人心，與綠林首領鐵摩勒爭奪盟主之位，鞏固勢力，從唐室手中奪回天下。
牟世傑本對聶隱娘有意，可是礙於兩者身分，自己欲奪天下，聶隱娘的父親聶鋒卻盡忠唐室。安史餘孽史思明之女史朝英本暗戀段克邪，後發現段克邪無「爭雄」之心，故反與牟世傑一拍即合，結為夫婦。牟世傑與史朝英圖窮匕現，聯絡各方勢力造反，遂為武林豪傑唾棄，雖得叔父牟滄浪助陣，不免敗亡身死。
故事至此尚未告終，史朝英脅持段克邪，避居西土。史若梅千里追蹤，欲救回段克邪。在重重波折下，兩者終於重逢。史朝英在生下牟世傑的遺腹子後亦自殺，以贖罪愆。
段克邪與史若梅，經歷無數風波後，龍鳳寶釵終於重遇，永為好合。

## 小說目錄
- 第一回 客路忽聞閨閣訊 良宵初訪玉人來
- 第二回 情天卻有疑雲布 身世方知愛意生
- 第三回 無奈芳心遭誤解 忍教好夢總成空
- 第四回 自有雄心圖大業 只憑一劍鬥羣豪
- 第五回 無敵神鞭逢敵手 多情紅粉訪情郎
- 第六回 異議交騰推首領 同聲明應屬何人
- 第七回 海外異人圖霸業 中原豪傑定雄盟
- 第八回 劍氣縱橫同禦侮 芳心歷亂起疑猜
- 第九回 雲開月現真情露 鏡破釵分悔意生
- 第十回 羣釵初識江湖險 財色相招惡寇來
- 第十一回 自恨身非男子漢 可憐辜負美人恩
- 第十二回 相見爭如還不見 多情卻似反無情
- 第十三回 鸞飄鳳泊情何忍 虎鬥龍爭氣正豪
- 第十四回 石破天驚傳噩耗 雲開月現露真情
- 第十五回 丐俠臨終遺重托 英雄中伏遇嬌娃
- 第十六回 豈有明珠投賊窟 忍揮寶劍闖情關
- 第十七回 湖海有心隨俠士 荒林抱愧對紅妝
- 第十八回 瓜田納履嫌難避 道畔凝眸敵意生
- 第十九回 張冠李戴疑雲起 誹語流言意自傷
- 第二十回 有心求偶情難表 無意相逢恨更多
- 第二十一回 何堪覆雨翻雲手 總是牽腸掛肚情
- 第二十二回 丐幫問罪驚豪俠 魔女懲凶救愛徒
- 第二十三回 客路飄蓬孤客恨 京華傾蓋兩情歡
- 第二十四回 利令智昏悲失足 禍生腋肘最傷心
- 第二十五回 巧設奸謀鋤異己 難全忠義苦將軍
- 第二十六回 英雄會上來瘋丐 比武場中識玉人
- 第二十七回 假鳳虛凰留笑柄 真心實意化疑雲
- 第二十八回 鐵掌殲仇心大快 金章傳旨事離奇
- 第二十九回 公主飛車傳聖旨 將軍贈馬助英豪
- 第三十回 佳婿難求悲俠女 柔情何托走殊鄉
- 第三十一回 心慈貌醜成良伴 計毒言甘設網羅
- 第三十二回 意欲牽牛隨織女 心圖逐鹿負紅顏
- 第三十三回 識破奸謀知鬼魅 曾經患難見真情
- 第三十四回 古堡伏兵開戰幕 荒山仗義救魔頭
- 第三十五回 救命藥成催命藥 無情劍遇有情人
- 第三十六回 移愛作仇誣俠士 將恩為怨是奸雄
- 第三十七回 喜有師兄來破陣 且擒禍首戲魔頭
- 第三十八回 妙計懲凶助情侶 仁心縱敵勸元戎
- 第三十九回 俠義胸懷饒敗寇 嬌娃掌力駭凡夫
- 第四十回 異國鏖兵傷大將 荒山伏甲困英雄
- 第四十一回 破空揮刀憐弱女 橫空飛索救英豪
- 第四十二回 翰海風砂埋舊怨 空山煙雨織新愁
- 第四十三回 難辨恩仇心事湧 未明善惡巧言多
- 第四十四回 太惜宗師偏護短 怒揮寶劍蕩妖氛
- 第四十五回 覆雨翻雨淆黑白 含沙射影害英豪
- 第四十六回 是非真偽應分辨 友敵恩仇總惘然
- 第四十七回 雙俠被擒逢舊友 羣雄聚會定新盟
- 第四十八回 揮劍自驚親眾叛 舉棋翻誤霸圖空
- 第四十九回 災禍頻來遇魔女 死生與共劫情郎
- 第五十回 莽莽乾坤誰作主 茫茫恩怨此從頭
- 第五十一回 且作沙彌權禮佛 何來使者動屠刀
- 第五十二回 翠袖香消留一脈 玉釵緣締證三生

## 參看
- 武俠小說